# А

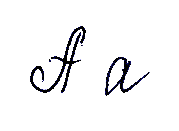
Litera pisana

А, а – pierwsza litera cyrylicy, która zazwyczaj jest przypisana dźwiękowi [a]. Wywodzi się od greckiej i łacińskiej litery A/Α. W języku inguskim służy do zapisu dźwięku [ɑ], a w języku czeczeńskim do zapisu [ə].

## Kodowanie
| Znak                   | А                         | А                         | а                       | а                       |
| ---------------------- | ------------------------- | ------------------------- | ----------------------- | ----------------------- |
| Nazwa w Unikodzie      | CYRILLIC CAPITAL LETTER A | CYRILLIC CAPITAL LETTER A | CYRILLIC SMALL LETTER A | CYRILLIC SMALL LETTER A |
| Kodowanie              | dziesiątkowo              | szesnastkowo              | dziesiątkowo            | szesnastkowo            |
| Unicode                | 1040                      | U+0410                    | 1072                    | U+0430                  |
| UTF-8                  | 208 144                   | d0 90                     | 208 176                 | d0 b0                   |
| Odwołania znakowe SGML | &#1040;                   | &#x0410;                  | &#1072;                 | &#x0430;                |
| Mac Cyrillic           | 128                       | 80                        | 224                     | E0                      |
| ISO 8859-5             | 176                       | B0                        | 208                     | D0                      |
| Windows-1251           | 192                       | C0                        | 224                     | E0                      |
| CP 855                 | 161                       | A1                        | 160                     | A0                      |
| KOI8-R i KOI8-U        | 225                       | E1                        | 193                     | C1                      |